# Rufino Macedo
Rufino Macedo Béjar (Ayavirí, 18 de julio de 1790-Azángaro, 7 de junio de 1867) político y hacendado peruano. Fue presidente de la Convención Nacional o Congreso Constituyente, de junio a julio de 1834.

## Biografía
Natural de Ayaviri, en la antigua Intendencia de Puno. Viajó al Cuzco para estudiar en el Seminario de San Antonio Abad. Partidario desde temprana edad de la causa patriota, participó activamente en la rebelión del Cuzco de 1814 y estuvo presente en la batalla de Umachiri.
Fue coronel de las milicias cívicas de Puno e intendente de la provincia de Azángaro. El 21 de febrero de 1827 se pronunció contra la Constitución Vitalicia y a favor del general Andrés de Santa Cruz, convirtiéndose desde entonces en fervoroso partidario de este caudillo.
Finalizada la influencia bolivariana en el Perú, Fue miembro del Congreso General Constituyente de 1827 por el departamento de Puno. Dicho congreso constituyente fue el que elaboró la segunda constitución política del país.. Finalizada las sesiones de dicho Congreso, pasó a ser prefecto de Puno, en septiembre de 1828.
Integró la Logia Independencia Peruana, fundada en Arequipa por Santa Cruz, que se hallaba en camino a Bolivia para asumir la presidencia de este país. La misión de dicha logia era intrigar para favorecer la segregación del sur peruano y su unión con Bolivia. Siguiendo esa consigna, Macedo se pronunció contra el gobierno peruano el 14 de mayo de 1829 y pidió el apoyo de Santa Cruz. Pero los mismos puneños lo depusieron de su cargo de prefecto el 19 de agosto y tuvo que refugiarse en Bolivia. Fue procesado en el Perú, pero por intersección de Santa Cruz, el presidente Agustín Gamarra hizo suspender el juicio.
En 1833 fue elegido nuevamente diputado por la provincia de Lampa ante la Convención Nacional, en la cual fue vicepresidente de septiembre a octubre de 1833, y presidente de junio a julio de 1834. Finalizada las sesiones del congreso, pasó a integrar el Consejo de Estado como representante de Puno. Fue también miembro del Tribunal de los Siete Jueces.
Era coronel efectivo al momento de establecerse la Confederación Perú-Boliviana encabezada por Santa Cruz, a quien sirvió como edecán, de 1836 a 1838. Bajo el auspicio de dicho caudillo, escaló hasta el rango de general de brigada.
Fue uno de los mayores terratenientes del departamento de Puno y debido a su influencia socioeconómica logró sucesivas elecciones como diputado, representando a la provincia de Azángaro (1845-1853) y a la de Carabaya (1858-1862)[cita requerida]. En 1851 fue designado presidente de la comisión exploradora encargada de reconocer las riquezas auríferas de Carabaya.

## Descendencia
Fue padre de José Mariano Macedo (1823-1894), que fue médico, higienista, arqueólogo, antropólogo, patólogo y maestro, y que se destacó durante la guerra entre Perú y Chile como cirujano en Lima y Callao, atendiendo en los hospitales de sangre.